# 716 TCN
716 TCN là một năm trong lịch La Mã.